# Madonna Lochis (Carlo Crivelli)
La Madonna Lochis è un dipinto a tempera e oro su tavola (33x45 cm) di Carlo Crivelli, databile al 1475 circa e conservato nell'Accademia Carrara di Bergamo. È firmato OPVS CAROLI CRIVELLI VENETI.

## Storia
L'opera, nata per la devozione privata, è databile negli anni '70, poco prima della  Madonna col Bambino di Ancona e poco dopo la Madonna Lenti. Se ne ignora la storia antica; entrò nel museo dalla collezione Guglielmo Lochis, nel 1866.

## Descrizione e stile
La forma ogivale del lato superiore fa pensare che fosse un tempo racchiusa in un'anconetta.
Davanti a una balaustra, dalla quale sporgono illusionisticamente alcuni oggetti, la Madonna si erge a mezza figura tenendo in braccio il Bambino. Lo sfondo, oltre una tenda calata per isolare il gruppo sacro, mostra un paesaggio rigoglioso a sinistra e spoglio a destra, a simboleggiare la vita e la morte legate al sacrificio di Cristo. Anche la mela che il Bambino tiene allude al peccato originale, mentre il cetriolo, la ciliegia e le pesche, alludono alle virtù mariane della verginità e della fecondità; la composizione a ghirlanda è un modo decorativo legato alla scuola padovana. Il garofano in primo piano è un altro simbolo della Passione, rosso come il sangue che Cristo dovrà versare per lavare i peccati dell'uomo.
A un uso dello spazio rinascimentale, derivato da Mantegna, Crivelli fuse un'eleganza gotica e un gusto per l'oro e per la decorazione di matrice bizantina, come si evince dal sontuoso manto in pastiglia dorata di Maria. Ogni dettaglio ha la preziosità di un gioiello, con una cura che ricorda i modi fiamminghi. Tutto ciò però non preclude il senso monumentale dei protagonisti.